# Lacconectus tonkinoides
Lacconectus tonkinoides är en skalbaggsart som beskrevs av Michel Brancucci 1986. Lacconectus tonkinoides ingår i släktet Lacconectus och familjen dykare. Inga underarter finns listade i Catalogue of Life.